# Eduardo Saverin
Eduardo Saverin (født 19. marts 1982 i São Paulo i Brasilien) er en af medstifterne af Facebook, sammen med Mark Zuckerberg og andre. Han ejer pr. 2015 godt 53 millioner aktier i Facebook (ca. 0,4 procent) og er ifølge Forbes Magazine god for 7,2 milliarder amerikanske dollars.
Eduardo studerede økonomi som en bachelor på Harvard University, hvor han modtog sin BA i 2006. Mens han var på Harvard, tjente Eduardo som Harvard Investment foreningens formand.
Hans afgang fra Facebook har været genstand for en efterfølgende retssag. Han vandt senere retten til at få sit navn nævnt blandt de andre stiftere i en retssag. Saverin sagsøgte Zuckerberg fordi Zuckerberg sænkede Saverins 24% ejerandel af Facebook ned til mindre end 10%.
I filmen The Social Network (2010), spilles Eduardo Saverin skuespilleren Andrew Garfield. Filmen skildrer forholdet mellem ham og Mark Zuckerberg fra oprettelsen af Facebook til Saverin, der tager retlige skridt mod Zuckerberg.